# Hamani Diori
Hamani Diori (ur. 6 czerwca 1916 w Soudouré, zm. 23 kwietnia 1989 w Rabacie) – polityk nigerski, pierwszy prezydent kraju od 10 listopada 1960 do 15 kwietnia 1974.
Działacz polityczny, jeden z założycieli Postępowej Partii Nigru (1946). Z ramienia tej partii w latach 1946-1951 Diori reprezentował Niger we francuskim Zgromadzeniu Narodowym. Od 18 grudnia 1958 do 10 listopada 1960 pełnił funkcję premiera rządu autonomicznego. Po uzyskaniu przez Niger niepodległości objął funkcję prezydenta. W latach 1958–1963 i 1965–1967 sprawował także urząd ministra spraw zagranicznych.